# Pachycerianthus nobilis
Espèce
Pachycerianthus nobilis est une espèce de la famille des Cerianthidae.

## Systématique
Le nom valide complet (avec auteur) de ce taxon est Pachycerianthus nobilis (Haddon & Shackleton, 1893).
L'espèce a été initialement classée dans le genre Cerianthus sous le protonyme Cerianthus nobilis Haddon & Shackleton, 1893.
Pachycerianthus nobilis a pour synonyme :
- Cerianthus nobilis Haddon & Shackleton, 1893

## Publication originale
- Haddon, A. C.; Shackleton, A. M. (1893). Description of some new species of Actiniaria from Torres Straits. Scient. Proceed. R. Dub. Soc. (N.S.). 8(1): 116-131.